# Извор Пећура
Извор Пећура се налази у источној Србији, у подножју Кучајских планина, у насељу Криви Вир, на 410 мнв.

## Одлике
Овај извор је заправо извориште реке Црни Тимок, који се састоји од два извора који нису међусобно повезани. 
Главни извор се налази на почетку Пећурске клисуре, одакле вода делом извире испод стена, а делом из пећине и има константан ток воде, са мањим колебањима, али не пресушује.
Други извор је слабији и смештен је у малој пећини, близу остатака некадашње воденице и он у летљем периоду често пресушује.
На самом изворишту Црног Тимока је пре Другог светског рата функционисала и мала хидроцентрала, која је снабдевала село електричном енергијом.
Низводно од извора налази се и комплекс од неколико извора термоминералне воде.

## Галерија Извор Пећура, Извор Црног Тимока у селу Криви Вир
- Извор црног Тимока
- Извор црног Тимока
- Извор црног Тимока
- Извориште Црног Тимока
- Излетиште поред извора Црног Тимока
- Мала Клисура поред изворишта Пећура
- Извор црног Тимока у селу Криви Вир
- Недалеко од извора Црног Тимока